# دینار طلای نوین

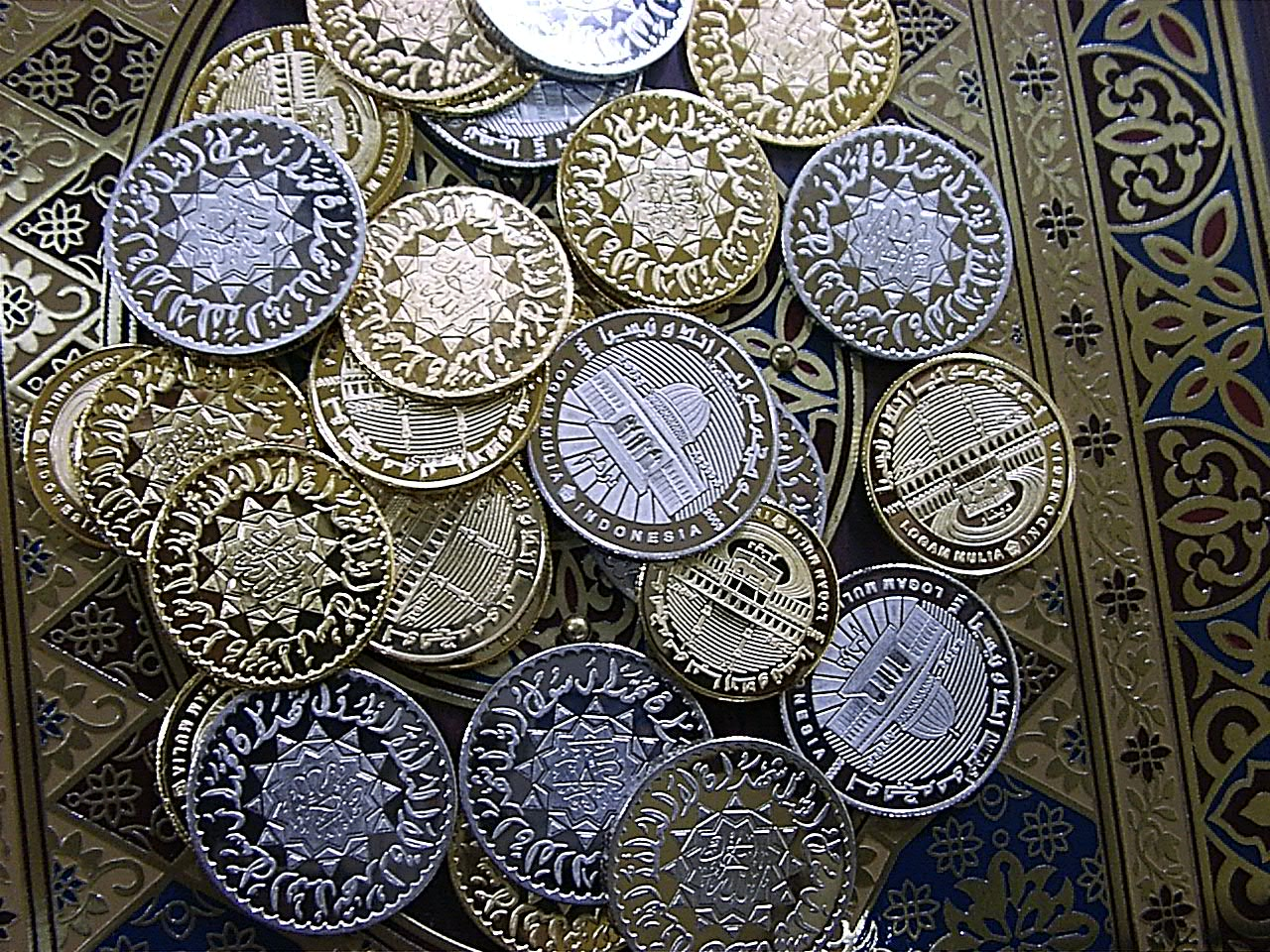
نمایی از دینارهای طلا و درهم‌های نقره، ضرب‌شده توسط ضرابخانهٔ جهانی اسلام - ۲۰۰۸

دینارطلا یا دینارطلای جدید (دینار اسلامی) در حقیقت یک شکل نو دینار طلای اسلامی است که هدفش دوباره زنده ساختن دینار طلای اسلامی می‌باشد، که استفاده آن بعد از سقوط خلافت عثمانی ترک شده بود. آغاز دوباره آن توسط عالم اسلامی اسپانیایی شیخ عمر وادیلو درسال ۱۹۹۲ میلادی صورت گرفت که سنّت پیامبر اسلام را پس از یک سده زنده ساخت.

## تاریخچه
در زمان پیامبر رسول الله سکه‌های ساسانی استفاده می‌شد که وزن آن از ۴/۴۴ گرم تا ۴/۵ گرم بود. مردم عرب طلا را با وزن کردن به عنوان پول مبادله می‌کردند، اما پیامبر وزن یک دینار را یک مثقال تعیین کرد که معادل به وزن ۷۲ دانه جو (barley) می‌باشد. طبق معیار، وزن جدید آن ۴/۲۵ گرم می‌باشد. در زمان عمر تولید آن سکه‌ها قطع شد و وزن آن‌ها یک مثقال قرار داده شد. محمّد یک معیار را تعیین کرد که وزن هفت دینار برابر با ۱۰ درهم است. بر این اساس وزن یک درهم ۲/۹۷۵ گرم (تقریباً ۳ گرم) می‌باشد.
در زمان عمر روی آن‌ها بسم‌الله نوشته شد. علی بن ابی‌طالب، عبدالله بن زبیر و معاویه برای بار نخست سکه‌های خود را ضرب کردند. پس از آن عبدالملک بن مروان سکه‌های خود را در بین مسلمانها رایج کرد که وزن آن‌ها بسیار با احتیاط چهار و بیست و پنج صدم گرم تعیین شد.

## معیارهای وزن و عیار
وزن دینار طلای جدید نیز یک مثقال تعیین شده‌است که وزن آن برابر با ۷۲ دانه جو یا ۴/۲۵ گرم است. مطابق معیار تعیین شده زمان حکومت عمر فاروق وزن ۷ دینار طلا با ۱۰ درهم مساوی می‌باشد که وزن یک درهم ۲٫۹۷۵ گرم (تقریباً ۳ گرم) می‌گردد، که باید عیار دینار طلا کم از کم ۲۲ قیرات (۹۱٫۷٪) باشد؛ لذا شرکت‌های تولید سکه‌های دینار طلا از قبیل ضراب خانه بین‌المللی اسلامی، دینار وکاله، ضرابخانه ارزهای سنّت و غیره از همین معیار تعیین شده عمر پیشتبانی می‌کنند.

## کاربری
کاربرد دینار طلا در چندین کشور جهان آغاز شده.

### مالزی
برای نخستین بار دینار طلا در سال ۲۰۱۰ در کشور مالزی ولایت کلانتان نشر شد، و به این شکل پول قانونی خود را که رینگت است دادند؛ و در سال ۲۰۱۱ یک ولایت دیگر کشور مالزی (پراک) هم کاربرد دینار طلا شروع شد؛ و به آن درجه ارزها رینگت دادند.

### اندونزی
در چندین ایالت اندونزی هم دینار طلا شروع شده‌است که عبارت از جکارتا، سولو و آچه وغیره‌اند.

### پاکستان
دینار طلای جدید برای بار اول در شهر راوالپندی کشور پاکستان در سال ۲۰۰۹ شروع شد. البته هنوز به این شکل پول قانونی خود را تغییر نداده‌اند.

### افغانستان
دینار طلا بار اول در کابل مرکز حکومت افغانستان در ۲۰۱۴ء آغاز شد. البته هنوز به این شکل پول قانونی خود را تغییر نداده‌اند.

### کشورهای دیگر
علاوه براین سنگاپور، قزاقستان، ایالات متحده آمریکا، آفریقای جنوبی، اسپانیا، دولت اسلامی عراق و شام و غیره هم به شکل غیررسمی نشر دینار طلا را آغاز کرده‌است.

## استعمال
استفاده‌های زیاد برای دینار طلا وجود دارد که عبارتند از:
- به صورت ارز (Money)
- به صورت معیار نصاب زکات
- برای ادا نمودن زکات
- به صورت معیار مهر
- مورد استفاده در قوانین اسلامی (حدود)

## شرکت‌ها
چندین شرکت که دینار طلای جدید را ضرب می‌کنند عبارت اند:
- ضراب خانه بین‌المللی اسلامی (World Islamic Mint)، ابوظبی، امارات
- وکاله انڈیوک نوسنتاره (Wakala Induk Nusuntara)، کوالالمپور، مالزی
- دینار وکاله (Dinar Wakala)، تکساس، ایالات متحده آمریکا
- ضراب خانهِ ارزهای سنّت (Sunnah Money Mint)، کابل، افغانستان
- ضراب خانه اسلامی نوسنتاره (Islamic Mint Nusuntara)، جاکارتا، اندونزی